# Presladol
Presladol – wieś w Słowenii, w gminie Krško. W 2018 roku liczyła 151 mieszkańców.